# Юнацька збірна Сан-Марино з футболу (U-17)
Юнацька збірна Сан-Марино з футболу (італ. Nazionale Under-17 di calcio di San Marino) — національна футбольна команда Сан-Марино гравців віком до 17 років, якою керує Футбольна федерація Сан-Марино і представляє країну на міжнародному рівні.
Юнацька збірна цієї країни жодного разу не потрапляла до фінальної стадії юнацького чемпіонату Європи чи світу.